# Jeon Hye-bin
Jeon Hye-bin (hangeul : 전혜빈 ; hanja : 全慧彬 ; RR : Jeon Hye-bin ; MR : Chŏn Hyebin ; prononcé en coréen : [tɕʌnh(j)ebin]), née le 27 septembre 1983, également connue sous le nom de BIN, est une actrice, chanteuse et mannequin sud-coréenne. En 2002, elle commence sa carrière en tant que chanteuse du trio éphémère LUV (en). Cependant, le groupe se dissous l'année suivante en raison d'objectifs individuels.
À la suite de la dissolution de LUV, Jeon sort son premier album solo, Love Somebody. Elle s'aventure ensuite dans le métier d'actrice et apparaît dans sa première série télévisée, Sang Doo! Let's Go to School (en), et est choisie pour le film d'horreur de 2004 Dead Friend (en). Le 23 septembre 2005, elle rencontre le succès grand public avec son deuxième album, In My Fantasy. Elle décide en 2008 de se concentrer sur sa carrière d'actrice et joue dans les séries télévisées Yaksha (2010), My Love By My Side (en) (2011), Insu, The Queen Mother (en) (2011) et The Queen of Office (en) (2013), Gunman in Joseon (en) (2014) et Another Miss Oh (en) (2016).

## Biographie

### Jeunesse
Jeon est née à Namyangju, Gyeonggi-do, Corée du Sud, le 27 septembre 1983. Elle fréquente la Kyewon Arts High School et poursuit ensuite ses études à l'université Dongguk dans la faculté d'études cinématographiques et théâtrales.

### Carrière

#### 2002: LUV
Jeon Hye-bin fait ses débuts dans le divertissement en 2002 avec le groupe LUV (en), aux côtés de Jo Eun-byul (en) et Oh Yeon-seo. Elles sortent leur premier album Story cette année-là, qui comprend les singles Orange Girl et I Still Believe in You. Cependant, le groupe est de courte durée et se dissout à peine après six mois en raison de sa faible popularité.

#### 2003-2006: débuts d'actrice et carrière solo
En 2003, Jeon apparaît dans la troisième saison de la sitcom Nonstop (en) de MBC et est ensuite choisie pour la série télévisée Sang Doo! Let's Go to School (en). Son premier album solo, Love Somebody, sort le 31 juillet.
En 2004, elle fait ses débuts sur grand écran dans le film d'horreur Dead Friend (en). Elle est ensuite choisie pour Mongjeonggi 2, une comédie sexuelle.
Le 22 mai 2005, elle apparaît dans le 41e épisode de Banjun Drama (en), une mini-série dramatique du programme de SBS Good Sunday (en), puis apparaît dans 12 épisodes supplémentaires. Elle joue également un second rôle dans la comédie romantique Only You de SBS.
Son deuxième album In My Fantasy sort le 23 septembre 2005. La chanson titre, 2AM, produite par M. Tyfoon, est fortement critiquée pour sa routine de danse suggestive,.

#### 2007-présent: carrière d'actrice et autres activités
En 2007, Jeon joue des second rôles dans la comédie romantique Witch Yoo Hee (en) et dans le drame historique The King and I (en),. En 2008, elle joue dans le thriller juridique The Scale of Providence.
En 2009, elle interprète une kumiho dans un segment de Hometown of Legends, un drame d'horreur en dix épisodes composé de plusieurs histoires de mythes traditionnels coréens et de contes populaires.
En 2010, elle joue le rôle principal dans le drame historique d'action Yaksha d'OCN.
En 2011, Jeon joue dans le drame familial de SBS, My Love By My Side (en). Elle apparaît ensuite dans le drama historique de JTBC Insu, The Queen Mother (en), dans le rôle de la Reine Yun (en).
Jeon, bien connue pour son amour du fitness et de l'exercice, publie un livre de beauté intitulé Heaven's Stylish Body en 2011, qui comprend ses conseils en matière de fitness et de mode. Elle lance ensuite une application de régime pour iPad en 2012. Le 23 janvier 2012, Jeon apparaît dans l'émission spéciale de Seollal 2012 de l'émission de survie Law of the Jungle (en) de SBS. Elle rejoint le spectacle à nouveau en septembre, cette fois pour les épisodes à Madagascar.
Après un an loin de la télévision, Jeon est choisie pour le drama de bureau de KBS2 The Queen of Office (en). En octobre 2013, elle rejoint le casting de Beating Hearts, une émission de téléréalité avec un groupe de célébrités s'entraînant pour devenir pompiers. Dans le 100e épisode de Law of the Jungle : Borneo, elle apparaît en tant qu'invitée.
En 2014, elle est choisie pour le drama d'action de KBS, Gunman in Joseon (en),.
En 2015, Jeon participe au film sportif The Legend of a Mermaid, dans le rôle d'une ancienne nageuse synchronisée de niveau national.
Jeon reçoit une nouvelle vague de reconnaissance en tant qu'actrice avec son rôle de Gold Hae-young dans la comédie romantique Another Miss Oh (en) (2016). Elle joue ensuite dans le film romantique With or Without You, dans le rôle d'une divorcée. La même année, Jeon figure dans le drama juridique de MBC, Woman with a Suitcase (en).
En 2017, elle joue dans le thriller juridique Distorted (en) de SBS.
En 2018, Jeon joue dans le webdrama Number Woman Gye Sook-ja puis est choisie pour le film dramatique familial Cheer Up Mystery.
En 2019, elle joue dans le drama familial What's Wrong, Poong-sang.
En juin, Jeon signe avec la nouvelle agence Pan Stars Company.

#### Philanthropie
En 2005, Jeon est l'ambassadrice de la Fondation Make-A-Wish en Corée du Sud. Le 29 octobre 2012, elle fait don des bénéfices du sèche-cheveux qu'elle a conçu à Make-A-Wish (Corée),.

## Vie privée
Jeon épouse une non-célébrité le 7 décembre 2019 à Bali. Le 7 avril 2022, l'agence de Jeon annonce qu'elle est enceinte de son premier enfant. Le 30 septembre 2022, elle donne naissance à un fils.

## Discographie

### Albums studios
| Titre         | Sortie |
| ------------- | --- |
| In My Fantasy | - Date de sortie : 23 septembre 2005 - Format : CD, Téléchargement numérique - Étiquette : EMI Music Korea Ltd. |

### EPs
| Titre         | Sortie |
| ------------- | --- |
| Love Somebody | - Date de sortie : 31 juillet 2003 - Format : CD, Téléchargement numérique - Étiquette : OGAM Divertissement |

## Filmographie

### Séries télévisées
| Année | Titre                                                          | Rôle                  | Remarques                        |
| ----- | -------------------------------------------------------------- | --------------------- | -------------------------------- |
| 2003  | Nonstop (en)                                                   | Se                    |                                  |
| 2003  | Sang Doo! Let's Go to School (en)                              | Yoon Hee-seo          |                                  |
| 2003  | Drama Special: The Bean Chaff of My Life                       | Hana                  |                                  |
| 2004  | Miracle                                                        | Sera                  |                                  |
| 2004  | Drama Special: I Love You Soo Hae ri                           | Moon Young            |                                  |
| 2005  | Banjun Drama (en)                                              | Divers rôles          | Épisodes : 41, 54, 57 et 59 – 68 |
| 2005  | Only You (en)                                                  | Cha Soo-jae           |                                  |
| 2006  | Drama Special: Legend of the Three                             | Oh Jung-ja            |                                  |
| 2007  | Witch Yoo Hee (en)                                             | Nam Seung-mi          |                                  |
| 2007  | The King and I (en)                                            | Seol-young            |                                  |
| 2008  | The Scale of Providence                                        | Noh Se-ra             |                                  |
| 2008  | On Air (en)                                                    | Elle-même             | Caméo, épisode 3                 |
| 2009  | He Who Can't Marry (en)                                        | Lee Hwa-ran           | Caméo, épisodes 3, 6-8           |
| 2009  | Hometown Legends : Renard à neuf queues                        | So-ho                 |                                  |
| 2010  | Drama Special: The Angel of Death Comes With Purple High Heels | Lee Ji-yeon           |                                  |
| 2010  | Yaksha                                                         | Jeong Yeon            |                                  |
| 2011  | My Love By My Side (en)                                        | Jo Yoon-jeong         |                                  |
| 2011  | Insu, The Queen Mother (en)                                    | Reine déchue Lady Yun |                                  |
| 2013  | The Queen of Office (en)                                       | Geum Bit-na           |                                  |
| 2014  | Drama Special: The Taste of Curry                              | Yoo-mi                |                                  |
| 2014  | Gunman in Joseon (en)                                          | Choi Hye-won          |                                  |
| 2014  | Healer                                                         | Kim Jae-yoon          | Caméo, épisode 20                |
| 2016  | Another Miss Oh (en)                                           | Oh Hae-young          |                                  |
| 2016  | Another Miss Oh (en)                                           | Park Hye Joo          |                                  |
| 2016  | Drama Special: Noodle House Girl                               | Min-ji                |                                  |
| 2017  | Distorted (en)                                                 | Oh Yoo-kyung          |                                  |
| 2018  | The Beauty Inside (en)                                         | Han Se-gye            | Caméo, épisode 16                |
| 2018  | Life on Mars (en)                                              | Jung Seo-hyun         |                                  |
| 2019  | Liver or Die (en)                                              | Lee Jeong-sang        |                                  |
| 2019  | Leverage (en)                                                  | Hwang Soo-kyung       |                                  |
| 2020  | Oh My Baby (en)                                                | Kang Hyo-joo          | Caméo, épisode 7                 |
| 2021  | Revolutionary Sisters (en)                                     | Lee Gwang-sik         |                                  |

### Séries Web
| Année | Titre                     | Rôle                           | Remarques        |
| ----- | ------------------------- | ------------------------------ | ---------------- |
| 2004  | Five Stars                | Shin Young                     |                  |
| 2018  | Number Woman, Gye Sook-ja | Gye Sook-ja                    |                  |
| 2022  | Kiss Sixth Sense (en)     | La femme du couple de pêcheurs | Caméo, épisode 3 |

### Films
| Année | Titre                   | Rôle          | Remarques |
| ----- | ----------------------- | ------------- | --------- |
| 2004  | Dead Friend (en)        | Eun-seo       |           |
| 2005  | Mongjeonggi 2           | Parc Soo-yeon |           |
| 2016  | With or Without You     | U Yeon-i      |           |
| 2016  | The Legend of a Mermaid | Yeong-joo     |           |
| 2016  | Luck Key                | Hye-bin       | Caméo     |
| 2019  | Cheer Up, Mr. Lee       | Eun-hee       |           |

### Clip musical
| Année | Titre                   | Artiste       | Remarques         |
| ----- | ----------------------- | ------------- | ----------------- |
| 2005  | Flip Reverse            | Jang Woo-hyuk |                   |
| 2006  | Living a Day in Winter  | Brian Joo     |                   |
| 2008  | Thorn Fish              | MC Le Max     |                   |
| 2009  | Do You Know             | Someday       |                   |
| 2012  | I Want to Live with Her | UV            | Avec Yoon Do-hyun |

## Théâtre
| Année     | Titre   | Rôle    |
| --------- | ------- | ------- |
| 2008      | Hamlet  | Ophélie |
| 2009-2010 | Singles | –       |